# میازیس
میازیس یا میاز یا زخم مگس (به انگلیسی: Myiasis)، هجوم انگلی به بدن یک جانور زنده توسط لارو مگس‌ها (ماگوت) است که در بدن میزبان رشد می‌کند و از بافت آن تغذیه می‌کند. اگرچه مگس‌ها معمولاً جذب زخم‌های باز و خز آغشته به ادرار یا مدفوع می‌شوند، برخی از گونه‌ها (از جمله شایع‌ترین مگس‌های میاتیک مانند مگس‌های لاشه می‌توانند حتی به پوست سالم و بدون زخم، هجوم ببرند.
از آن‌جایی که برخی از جانوران (به‌ویژه جانوران اهلی غیربومی) نمی‌توانند به اندازهٔ انسان به علل و اثرات میاز واکنش نشان دهند، چنین آلودگی‌هایی یک مشکل جدی و مداوم برای صنایع دامپروری در سراسر جهان است و باعث خسارات اقتصادی شدیدی می‌شود. میازیس همچنین یک بیماری نسبتاً شایع برای انسان در مناطق گرمسیری روستایی است که مگس‌های میاتیک در آن رشد می‌کنند، و اغلب ممکن است برای برداشتن انگل‌ها به مراقبت‌های پزشکی نیاز باشد.
میازیس از نظر اشکال و اثرات آن بر افراد مبتلا بسیار متفاوت است. چنین تغییراتی تا حد زیادی به گونهٔ مگس و محل قرارگیری لاروها بستگی دارد. برخی از مگس‌ها در زخم‌های باز تخم می‌گذارند، لاروهای دیگر ممکن است به پوست سالم حمله کنند یا از طریق بینی یا گوش وارد بدن شوند و برخی دیگر ممکن است اگر تخم‌ها روی لب‌ها یا روی غذا قرار گیرند، بلعیده شوند. همچنین ممکن است میاز تصادفی ایجاد شود و مگس پهپادی می‌تواند از طریق آب دارای لارو یا غذای خام آلوده در انسان ایجاد آلودگی کند.

### مگس‌های عامل میاز
سه خانوادهٔ اصلی از راستهٔ مگس وجود دارد که باعث میاز مهم در دام و همچنین گاهی در انسان می‌شود:
- مگس‌های لاشه
  - برای مثال بطری فیروزه‌ای
- مگس پاشنه
- مگس گوشت معمولاً در گوشت مرده و فاسد و فضولات جانوران، یافت می‌شوند که محیط‌های اصلی برای آن‌هاست. این به این دلیل است که لاروهای آن‌ها انگل اختیاری هستند، زیرا از مواد آلی تغذیه می‌کنند.

خانواده‌های دیگری که گاهی ایجاد میاز می‌کنند، عبارت‌اند از:
- پشه‌های چوب
- مگس پنیر
- مگس‌های سرباز
- مگس گلزار

## درمان

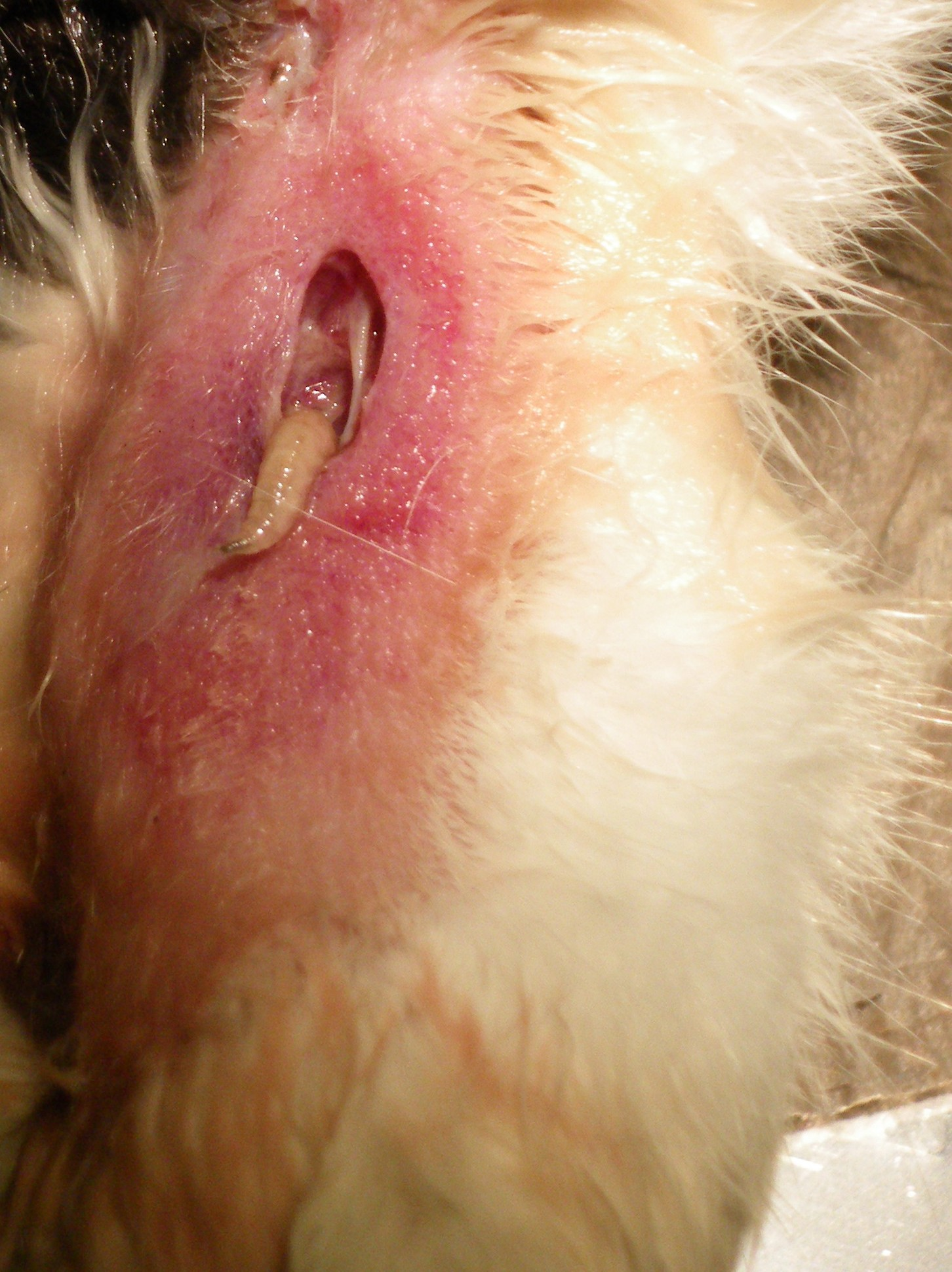
میازیس در گوشت گربه

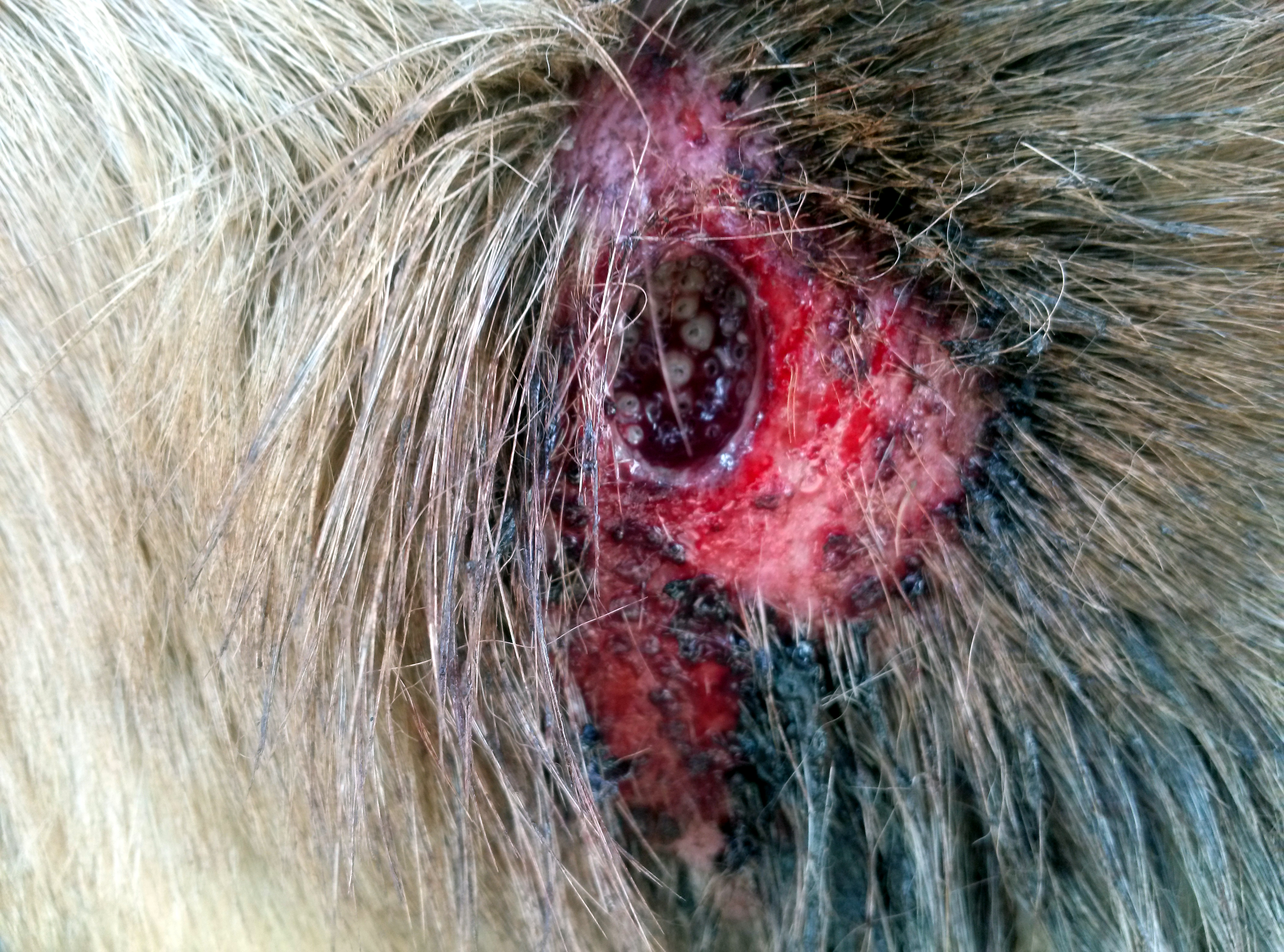
میاز در گوشت سگ

در بسیاری از مناطق، نخستین پاسخ به میاز پوستی پس از ایجاد سوراخ توسط لاروها، پوشاندن سوراخ پوستی با ژله پترولیوم و برخی فراورده‌های نفتی دیگر است. کمبود اکسیژن سپس لارو را مجبور می‌کند به سطح بیاید که می‌توان با آن راحت‌تر مقابله کرد. در یک محیط بالینی یا دامپزشکی ممکن است زمان برای چنین رویکردهایی وجود نداشته باشد و درمان انتخابی ممکن است مستقیم‌تر و همراه یا بدون ایجاد برش در پوست باشد. ابتدا لارو با فشار اطراف ضایعه و استفاده از فورسپس حذف می‌شود. سپس زخم باید تمیز و ضدعفونی شود. کنترل بیشتر برای جلوگیری از آلودگی بیشتر ضروری است.
دام‌ها را می‌توان با بولوس‌های آهسته‌رهش حاوی آیورمکتین به‌طور پیشگیرانه درمان کرد، که می‌تواند محافظت طولانی‌مدت در برابر رشد لارو ایجاد کند. همچنین ممکن است دام‌ها در حشره‌کش برای مسموم کردن لاروها پیش از ایجاد مشکل، غوطه‌ور شوند.